# Antón Bouzán
Antón Bouzán Cumplido (nacido el 30 de octubre de 1995, Orense, España) es un baloncestista profesional español. Se desempeña en las posiciones de base y escolta y actualmente juega en La Salud Archena de la Liga LEB Plata.

## Trayectoria
Bouzán es un base formado en el Club Baloncesto Noia y consolidado en la cantera del Club Baloncesto Rosalía de Castro con el que llegó a jugar durante cuatro temporadas en Liga EBA.
Tras destacar en el conjunto gallego, en la temporada 2017-48 firma por el CB Agustinos Eras de León (categoría LEB Plata), equipo en el que disputó un total de 29 partidos y con una media de 16:33 minutos en cancha, 56'2% en tiros de dos y 3'3 rebotes.
En verano de 2018, firma con el Oviedo Club Baloncesto de la LEB Oro tras realizar una gran temporada en Leb Plata.
Durante las temporadas 2019-20 y 2020-21, jugaría en el Albacete Basket de la Liga LEB Plata. En esta última campaña registró medias de 11.6 puntos y 2.2 rebotes.
El 2 de agosto de 2021, firma por el CB Clavijo de la Liga LEB Plata, realizando unos promedios de 7.6 puntos y 1 rebote.
El 1 de julio de 2022, firma por el CB Benicarló de la Liga LEB Plata, logrando medias de 6.6 puntos y 1.1 rebotes en la temporada 2022-23.
En la campaña 2023-24 firma por el CB Salou de la Liga LEB Plata, registrando 8.5 puntos y 1.7 rebotes por partido.
El 26 de julio de 2024, firma por el Club Bàsquet Sant Antoni de la Liga LEB Plata, donde disputa 15 partidos con medias de 3.7 puntos. El  29 de enero de 2025 firma por La Salud Archena de la Segunda FEB, donde logra promedios de 5.5 puntos y 1.9 rebotes por encuentro hasta la finalización de la temporada 2024-25.